# António Saiote
António Manuel Correia Saiote (nascido a 14 de julho de 1960) é um maestro e clarinetista português. Atualmente ensina na Escola Superior de Música e Artes do Espetáculo.

## Carreira
Terminou o curso do Conservatório Nacional com 20 valores em 1979 na classe do Professor Marcos Romão.
Foi solista na Orquestra Sinfónica Juvenil desde 1973. Representou Portugal na Orquestra Mundial de Juventude em 1977 (Coreia e Japão) e 1982 (Hungria) e 1983 (Espanha).
Foi bolseiro da Fundação Gulbenkian em Paris com Guy Deplus e Jacques Lancelot, e obteve o Meisterdiplom da Hochschule de Munique com distinção, com Gerd Starke. Foi solista na orquestra do Teatro Nacional de São Carlos e na Régie Sinfonia onde era o único solista português. Membro do Grupo de Música Contemporânea de Lisboa com Jorge Peixinho.
Foi professor nos conservatórios de Coimbra, Figueira da Foz, Castelo Branco, Lisboa, Academia de Évora e dos Amadores de Música, Escola Superior de Lisboa, Universidade de Aveiro e Universidade Católica do Porto.
Foi titular da Orquestra Nacional de Sopros dos Templários assim como assistente da Orquestra Clássica do Porto.
Fez um curso de Pós-Graduação de Música Contemporânea na Universidade de Alcalá de Henares em Espanha com Artur Tamayo e Repertório Tradicional em Inglaterra com Georges Hurst. Este considerou-o um dos alunos mais brilhantes que passaram pela Academia de Canford. Obteve um Mestrado em Direção de Orquestra pela Universidade de Sheffield.
Atuou nos Festivais de Sintra, Estoril, Nancy, Xangai, Macau, Rabat, São Paulo, Belo Horizonte, Caracas, São José, Santos, Lima, Yangi, Musicalta, Oviedo, Guimarães, Aveiro, Vila Real, Póvoa de Varzim, Paços de Brandão, Espinho, Algarve, Madeira, Açores e Folle Journée.
Membro do Júri nos prestigiados concursos de Varsóvia, Caracas, Kortrijk, Ghent, Brasília, Toulon, Constancia, Sevilha e presidente do concurso Valentino Buchi em Roma.
Solista convidado dos congressos mundiais em EUA, Bélgica, França, Suécia, Canadá e Japão, tendo sido mentor e co-organizador do Congresso Mundial de Clarinete 2009 no Porto.
Atuou ou ensinou em mais de trinta países da Ásia, Europa, América e África do Norte. Fala castelhano, italiano, francês, alemão, polaco, inglês.
Atualmente é professor na ESMAE no Porto. Os seus alunos tocam em todas as Orquestras Portuguesas e ensinam nas melhores escolas. São também detentores de prémios internacionais.
Foi nomeado unanimemente Membro de Honra da Associação Internacional de Clarinete.
Foi feita uma biografia em sua honra.

### Ensino superior

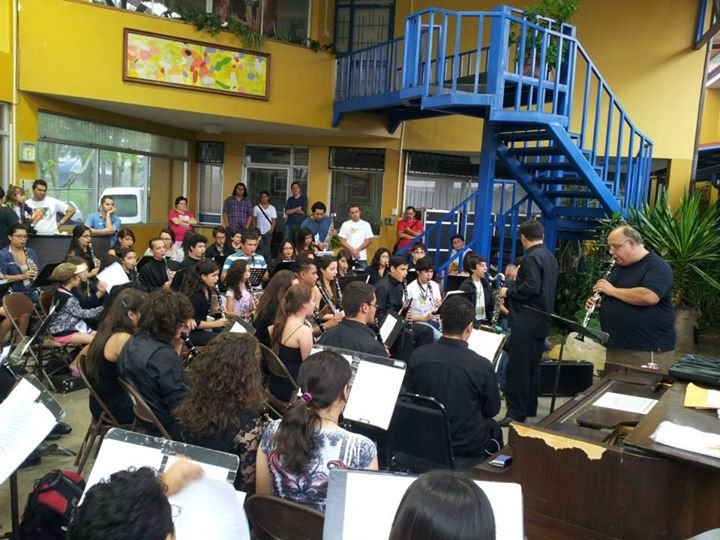
António Saiote dando uma aula de clarinete.

António Saiote atualmente dá aulas na Escola Superior de Música e Artes do Espetáculo (ESMAE) do Instituto Politécnico do Porto, desde 1985.
Dois anos no Conservatório Nacional quando ainda não existia o Ensino Superior Politécnico nem instrumento nas Universidades.
Desde 1985 Professor na Escola Superior de Música de Lisboa e posteriormente na ESMAE.
Paralelamente foi o primeiro professor na licenciatura na Universidade de Aveiro, durante dois anos, assim como na Universidade Católica, durante o mesmo período.
Dirigiu seminários e masterclasses nas Universidades e Conservatórios de Gdansk, Freiburg, Munique, Marselha, São Paulo, Beijing, Tianjin, Xangai, Yangi, assim como nas Academias e Festivais de Oviedo, Musicalta, Sistema Venezuelano de Orquestras Juvenis, Bogota, Belo Horizonte (Festival de Inverno), Vigo, Corunha, Pontevedra, Valencia, Buenos Aires, Hong Kong, Macau, Santiago do Chile, Lima, Chicago, Nancy e Starogard.
Já ensinou alunos de mais de 30 nacionalidades.

### Personalidades com quem autou
Jorge Peixinho, Olga Pratts, Gerardo Ribeiro, Anabela Chaves, Elizabeth Matos, Irene Lima, António Rosado, Pedro Burmester, Gerard Caussé, Luciano Pavarotti, Edita Gruberova, Quarteto Prazac, Walter Boeykens, Karl Leister,Jacques Lancelot, Louis Claret, Wilfried Strehle, Larry Combs, Sequeira Costa, entre outros.

### Orquestras em que atuou

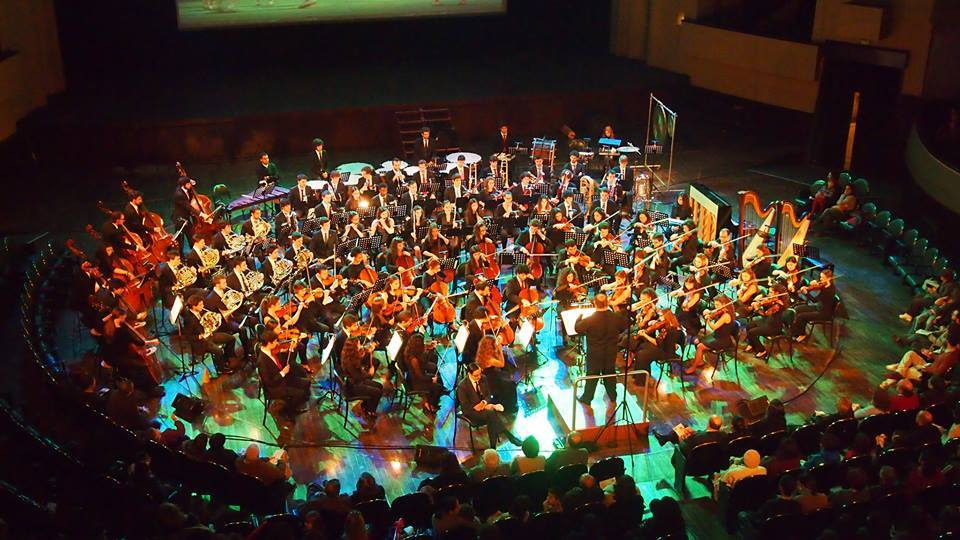
António Saiote dirige a Orquestra Sinfónica da Escola Superior de Música e Artes do Espetáculo.

Gulbenkian, Sinfonia Portuguesa, Clássica do Porto, Régie Sinfonia, Rádio de Lisboa e Porto, São Paulo, Xangai, Filarmonia das Beiras, Orquestra do Norte, Sinfónica de Zurique e Orquestra do Algarve.
Desde 1998 desenvolve paralelamente uma profícua carreira de maestro tendo dirigido vários vezes a Sinfónica Portuguesa, Orquestra Clássica do Porto, Filarmónica das Beiras, Orquestra Académica, ESMAE, Orquestra Nacional do Porto, Orquestra do Norte, Orquestra do Festival Príncipe das Astúrias, Orquestra da Comunidade de Madrid, Musicalta, Vilnius, Municipal de Caracas, Gran Mariscal de Ayacucho, Orquestra do Teatro Municipal de Caracas, Maracay, Orquestra Simon Bolivar e Orquestra do Algarve.
Dirigiu na Venezuela, Espanha, Lituânia, Inglaterra, França e Alemanha.
Na Ópera dirigiu o Remix Ensemble, Sinfónica Portuguesa e ESMAE.
Foi Diretor Artístico do Festival e Academia de Guimarães.
A convite de Sequeira Costa foi membro do júri do Prémio Viana da Mota na sua quinquagésima edição.
É maestro titular da Orquestra Sinfónica da ESMAE.

### Óperas dirigidas

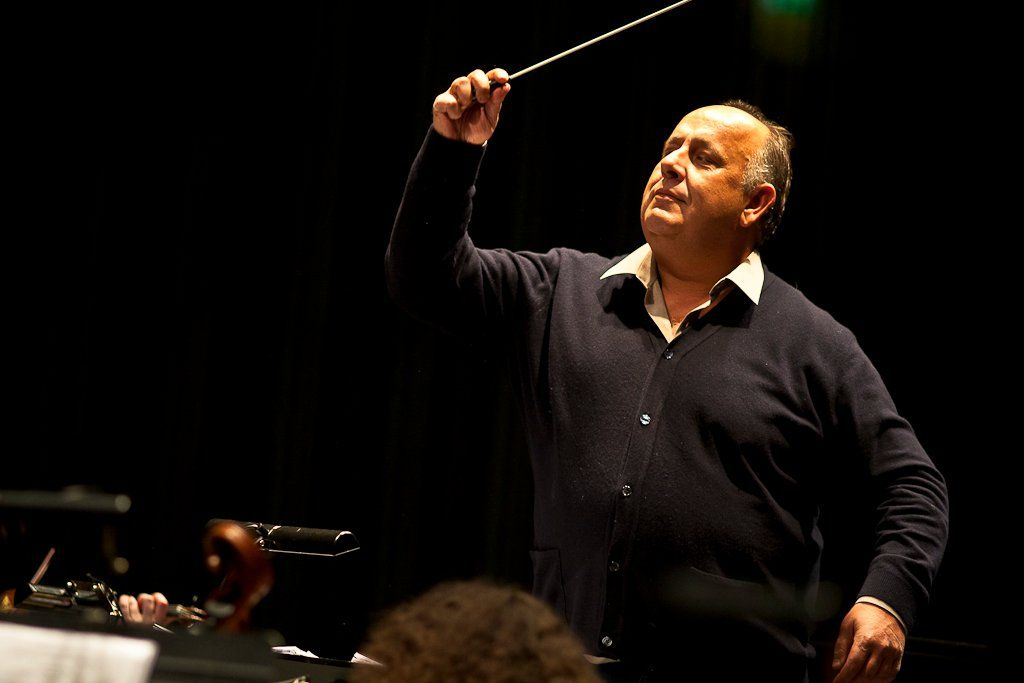
António Saiote a dirigir.

- O Amor Industrioso, de Sousa Carvalho.
- Il Boticário, de Haydn.
- Cosi Fã Tutte, de Mozart.
- Amor de Perdição, de João Arroyo.
- Kleine Mahagony e Os Sete Pecados Mortais, de Kurt Weill.
- O Doido e a Morte, de Alexandre  Delgado.
- Pierrot Lunaire, de Schoenberg.
- Don Giovanni e Flauta Mágica, de Mozart.
- A Hora Espanhola, de Ravel.

### Imprensa
- “Da excelente interpretação de António Saiote retivemos sobretudo uma inteligente delimitação de planos sonoros, em boa parte resultante de um fraseado orgânico, de uma emissão sempre muito expressiva, e de uma presença extremamente natural e flexível, em que o gesto sempre corresponde ao som.” Fernando Lapa, Público, 1995
- “António Saiote played with virtuosic brilliance, very appealing and expressive throughout, with great style, control, and conviction.” James Gillespie, Revista da Associação Internacional do Clarinete, 1992
- “A clareza e a segurança da sua marcação foram indícios de que um excelente clarinetista pode dar origem a um excelente maestro.” Alexandre Delgado, Público, 1997
- “Nas restantes peças, o trio esteve bem, com especialíssimo destaque para a prestação de António Saiote. O clarinetista tocou de forma esplêndida, com sonoridades muito polidas, e um extraordinário sentido de frase. Saiote possui a qualidade de variar o timbres sem sacrificar a continuidade do tempo, facto que nem sempre se verifica em solistas de renome internacional.
- Atento às nuances expressivas dos outros músicos, Saiote não procurou falsos protagonismos e caracterizou com requinte muitos dos detalhes naturalistas  expressos nos textos alemães.” Rui Pereira, Público, 2003
- “O Remix Ensemble revelou uma coesão optimizada pelo rigor, precisão e energia da direcção de António Saiote, pedra basilar de todo o conjunto.” Cristina Fernandes, Público, 2001
- “António Saiote, maestro, revela as mesma reais qualidades que se lhe reconhecem há muito como clarinetista: apurado sentido de frase; orgânico desenho de linhas, pontos, planos; expressiva leitura do todo. O clarinete é um instrumento extraordinariamente dúctil; a direcção de António Saiote também: A sua gestica simples e rigorosa, mas modulada e flexível, mostra-nos que o som tem um percurso (nasce, cresce e morre).” Fernando Lapa, Público, 1997
- “Bem andou o maestro António Saiote, a propor tão sugestivo programa, revelando qualidades como competência, musicalidade, carisma, que explicam o indiscutível sucesso deste concerto. António Saiote revela aquele tipo de empatia que é capaz de imobilizar um largo efectivo para um mesmo e perfeito objectivo, num curto espaço de uma semana. Depois, a direcção de António Saiote é clara e expressiva. Elegante também. O maestro sabe fazer-se entender (…) como não pode deixar de lembrar-se a perfeita condução da orquestra no último quadro dos Pinheiros de Roma, desde a levíssima melodia do início até ao apoteótico final, num longo e magistral crescendo.” Fernando Lapa, Público, 1999

## Reconhecimento

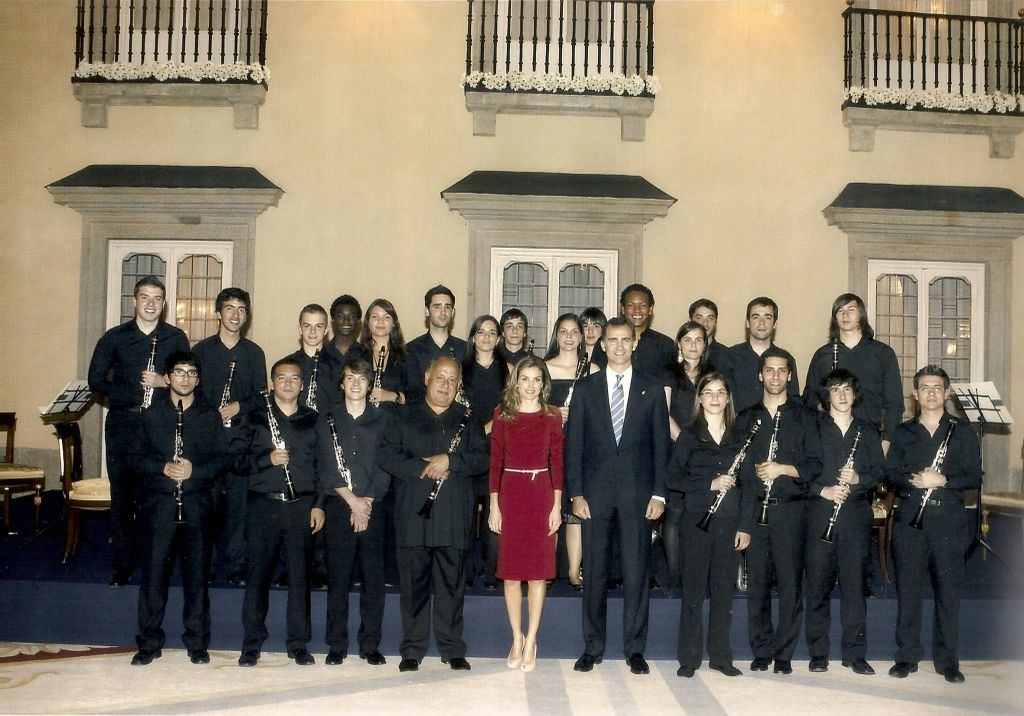
Prémios Príncipe das Astúrias

- 1.º Prémio Artes e Ideias (Música de Câmara e solista).
- 1.º Prémio Novos Valores da cultura M. Câmara e Solista.
- Críticas publicadas nos jornais Público, Diário de Notícias, Zurcher Zeitung, Monde de la Musique e ICA.
- Nomeado numa votação à unanimidade Membro de Honra da Associação Internacional de Clarinete.
- Foi-lhe atribuído o título de Personalidade Latino-Americana do Clarinete pelos serviços prestados ao instrumento em particular e à música em geral pela Associação Clariperu.
- Prémio Carreira pela Associação Clariperu.
- Grau de Comendador da Ordem do Infante D. Henrique (26 de janeiro de 2023)[1]

## Discografia
- Clarinete do Nosso Tempo, com Pedro Burmester, para a Saphir.
- Concertos de Kurpinsky e Canongia, para a Numérica.
- Compositores Portugueses, para a Strauss.
- Quarteto para Clarinetes, para a Transmédia.
- A Portrait, com Michiko Tsuda, para a Pan Classics.
- Disco com Orquestra Sinfónica e com Canto, editado pelo próprio.
- Disco À Volta do Fado, ainda não editado.